# Dorothee Vieth
Dorothee Vieth (ur. 12 października 1960 w Hamburgu) – niemiecka niepełnosprawna kolarka. Dwukrotna brązowa medalistka paraolimpijska z Pekinu w 2008 roku oraz srebrna i brązowa medalistka z Londynu w 2012 roku. Dwukrotna wicemistrzyni świata z 2007 roku. Jej trenerem jest Stefan Lange.

## Medale Igrzysk Paraolimpijskich

### 2012
- – Kolarstwo – wyścig uliczny/trial na czas – H4
- – Kolarstwo – wyścig uliczny – H4

### 2008
- – Kolarstwo – trial na czas – HC A/B/C
- – Kolarstwo – wyścig uliczny – HC A/B/C